# Aethalops
Aethalops é um gênero de morcegos da família Pteropodidae.

## Espécies
- Aethalops aequalis G. M. Allen, 1938
- Aethalops alecto (Thomas, 1923)